# Holtgast
Holtgast – miejscowość i gmina w Niemczech, w kraju związkowym Dolna Saksonia, w powiecie Wittmund, wchodzi w skład gminy zbiorowej Esens.

## Geografia
Gmina Holtgast położona jest niedaleko miasta Esens.

## Dzielnice
- Damsum
- Fulkum
- Utgast